# Andréi Korotáyev
Andréi Vitálievich Korotáyev (Андрей Витальевич Коротаев, 17 de febrero de 1961, Moscú) es un antropólogo, economista, historiador y sociólogo ruso que ha realizado importantes contribuciones a la teoría del sistema mundial y modelos matemáticos de macrodinámicas sociales y económicas.

## Educación y carrera
Nacido en Moscú, Andréi Korotáyev asistió a la Universidad Estatal de Moscú, donde recibió el grado de BA en 1984 y de MA en 1989. 
Obtuvo su doctorado en 1993, en la Universidad de Mánchester, y en 1998, el grado de Doctor en Ciencias Históricas de la Academia de las Ciencias de Rusia (RAN).
Desde el 2000, ha sido profesor y director del Centro de Antropología del Oriente en la Universidad Estatal Rusa de Humanidades, Moscú, e investigador en el Instituto Oriental y en el Instituto de Estudios Africanos de la Academia de las Ciencias de Rusia. Durante 2003-2004, fue miembro visitante en el Instituto de Estudios Avanzados de Princeton.
Es coeditor de la revista Social Evolution and History y de la colección History and Mathematics. Junto con Askar Akáyev y Gueorgui Malinetski, coordina el programa "Análisis y modelado matemático de la dinámica mundial" de la Academia de Ciencias de Rusia. 
Korotáyev ganó el premio de la Fundación de Apoyo a la Ciencia de Rusia en el 2006, tras ser reconocido como uno de los mejores economistas de la Academia de Ciencias de Rusia (RAN). En el 2012, recibió la Medalla de Oro Kondrátiev de la Fundación Internacional N. D. Kondrátiev y la Academia Rusa de Ciencias Naturales (RAEN).

## Principales contribuciones
Las contribuciones más importantes de Andréi Korotáyev pertenecen a los siguientes ámbitos: 

### Modelos matemáticos de la dinámica social, económica e histórica (cliodinámica)

#### Dinámica Global
En el campo de la cliodinámica, propuso una de las explicaciones más convincentes para el Argumento del juicio final, de Heinz von Foerster.

El crecimiento hiperbólico de la población mundial

En colaboración con Artemi Malkov y Daria Jaltúrina (o Khaltourina), colegas suyos, Korotáyev demostró que, hasta la década de 1970, el crecimiento hiperbólico de la población mundial fue acompañado por un crecimiento hiperbólico de segundo grado del PIB mundial, a partir de lo cual desarrolló una serie de modelos matemáticos que describen tanto este fenómeno como la Teoría del Sistema Mundial. La correlación entre el crecimiento hiperbólico de la población mundial y el crecimiento hiperbólico de segundo grado del PIB mundial, observados hasta la década de 1970, corresponde a una realimentación positiva no lineal de segundo orden entre el crecimiento demográfico y el desarrollo tecnológico que se puede explicar según la secuencia siguiente:
- Crecimiento tecnológico → Incremento de la capacidad de carga del planeta → Crecimiento demográfico → Más gente → Más inventores potenciales → Aceleración del crecimiento tecnológico → Aceleración del incremento de la capacidad de carga del planeta → Crecimiento demográfico más rápido → Aceleración del aumento de inventores potenciales → Crecimiento tecnológico más rápido → Aumento de la capacidad de la Tierra para soportar gente... y así sucesivamente.[6]

Por otra parte, su investigación ha mostrado que desde 1970 el Sistema-Mundo nunca más se desarrolla hiperbólicamente, su desarrollo diverge cada vez más del "régimen de inflado", y en la actualidad se está desplazando más "desde la singularidad" que "hacia la singularidad".
Korotáyev ha desarrollado una serie de modelos matemáticos de interacción entre la dinámica de tendencia hiperbólica "milenaria" a muy largo plazo de los sistemas sociales y la "secular" a corto plazo (es decir, observada a escala de siglos), dinámica cíclica.

#### Macroevolución social y biológica
En colaboración con Aleksandr Márkov, se ha demostrado que puede hacerse un modelo matemático similar para describir las macrotendencias de la evolución biológica, y que los cambios en la biodiversidad a través del Fanerozoico se describen mucho mejor con el modelo hiperbólico (ampliamente usado en la demografía y en la macrosociología) que con los modelos exponencial y logístico (tradicionalmente utilizada en biología de poblaciones y ampliamente aplicado a la biodiversidad como bien).

#### Análisis de la revolución egipcia de 2011

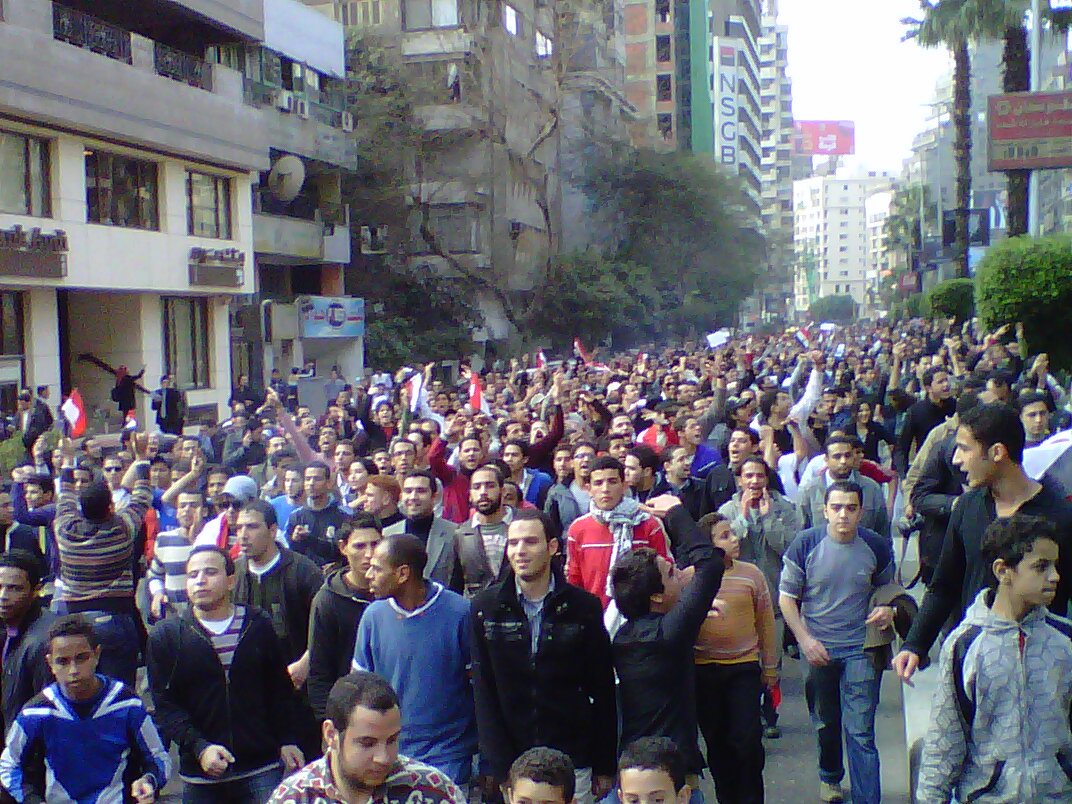
Revolución egipcia de 2011

También produjo una serie de modelos matemáticos que describen en detalle la dinámica política y la demografía de Egipto y que se utilizan para analizar la Revolución egipcia de 2011.
También ha producido una serie de modelos matemáticos que describen específicamente la dinámica político-demográfica de Egipto a largo plazo y los utilizó para un análisis estructural demográfico de la Revolución Egipcia 2011. Korotáyev fue uno de los primeros en predecir y evaluar las protestas egipcias de junio de 2013. Hay que tener en cuenta también su reciente interpretación de los acontecimientos de la Primavera Árabe como un desencadenante de una "transición de fase" global.

#### Correlación histórica entre guerra y población
De especial importancia es su estudio de la hipótesis de que la presión demográfica provoca un aumento de la guerra. Esta hipótesis ha sido criticada recientemente por razones empíricas. Estudios enfocados en sociedades históricas específicas y análisis de datos interculturales no han logrado encontrar una correlación positiva entre la densidad de población y la incidencia de la guerra. Korotáyev, en colaboración con Peter Turchin, ha demostrado que tales resultados negativos no falsifican la hipótesis de la guerra de población. La población y la guerra son variables dinámicas, y si su interacción causa oscilaciones sostenidas, entonces, en general, no esperamos encontrar una fuerte correlación entre las dos variables medidas al mismo tiempo (es decir, sin alinear). Korotáyev y Turchin han explorado matemáticamente cuáles podrían ser los patrones dinámicos de interacción entre la población y la guerra (centrándose sobre todo en las guerras civiles) tanto en las sociedades estatales como en las sin estado. A continuación, han probado las predicciones del modelo en varios estudios de casos empíricos: la Inglaterra moderna, las dinastías Han y Tang en China, y el Imperio Romano. Sus resultados empíricos han apoyado la teoría de guerra poblacional: Korotáyev y Turchin han encontrado que existe una tendencia a que la población y la intensidad de la guerra interna oscilen con el mismo período pero cambien en fase (con picos de guerra después de picos de población). Además, han demostrado que en las sociedades agrarias las tasas de cambio de las dos variables se comportan precisamente como lo predice la teoría: la tasa de cambio de la población se ve negativamente afectada por la intensidad de la guerra, mientras que la tasa de cambio de la población se ve afectada positivamente por la densidad de población. Como lo expresaron Kohler y Reed, Korotáyev y Turchin han demostrado que "los movimientos de población humana y la lucha sociopolítica desempeñan papeles de factores a veces endógenos, a veces exógenos, que en escalas espaciales pequeñas pueden parecer inexplicables pero que en escalas espaciales temporales más largas pueden tener ritmos comprensibles ".

"Cruz rusa"; la curva negra refleja la dinámica de la tasa de mortalidad, la roja corresponde a la tasa de natalidad (por mil)

Por lo tanto, Korotáyev ha demostrado que la trampa malthusiana tiende a generar trastornos sociopolíticos. Por otro lado, ha demostrado que el escape de la trampa malthusiana va acompañado de otra "trampa" que genera nuevos trastornos sociopolíticos (lo que él llama "una trampa al escapar de la trampa").

#### Crisis demográfica rusa

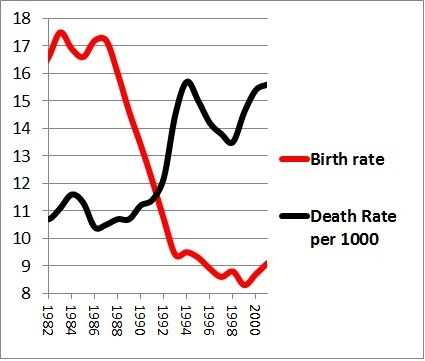
"Cruz rusa"; la curva negra refleja la dinámica de la tasa de mortalidad, la roja corresponde a la tasa de natalidad (por mil)

En colaboración con Daria Jaltúrina, ha realizado una contribución significativa al estudio de los factores de la actual crisis demográfica rusa. Han demostrado que la Rusia postsoviética experimenta una de las prevalencias más altas del mundo de problemas relacionados con el alcohol, lo que contribuye a las altas tasas de mortalidad en esta región. La reducción de los problemas relacionados con el alcohol en Rusia puede tener fuertes efectos en la disminución de la mortalidad. Han analizado la verosimilitud de la aplicación de los principios generales de la política del alcohol traducidos en la Federación de Rusia. Korotáyev y Jaltúrina han demostrado que los enfoques de la política sobre el alcohol podrían aplicarse de la misma manera que en otros países, y contribuyeron al desarrollo de medidas de control del alcohol en este país. Además, según Korotáyev, debería prestarse especial atención a la disminución del consumo de bebidas alcohólicas destiladas, la producción ilegal de alcohol, el consumo de bebidas no alcohólicas y la aplicación de las reglamentaciones gubernamentales vigentes. A finales de 2014, predijeron correctamente el próximo regreso de Rusia al crecimiento negativo de la población natural.

### La teoría del sistema mundial

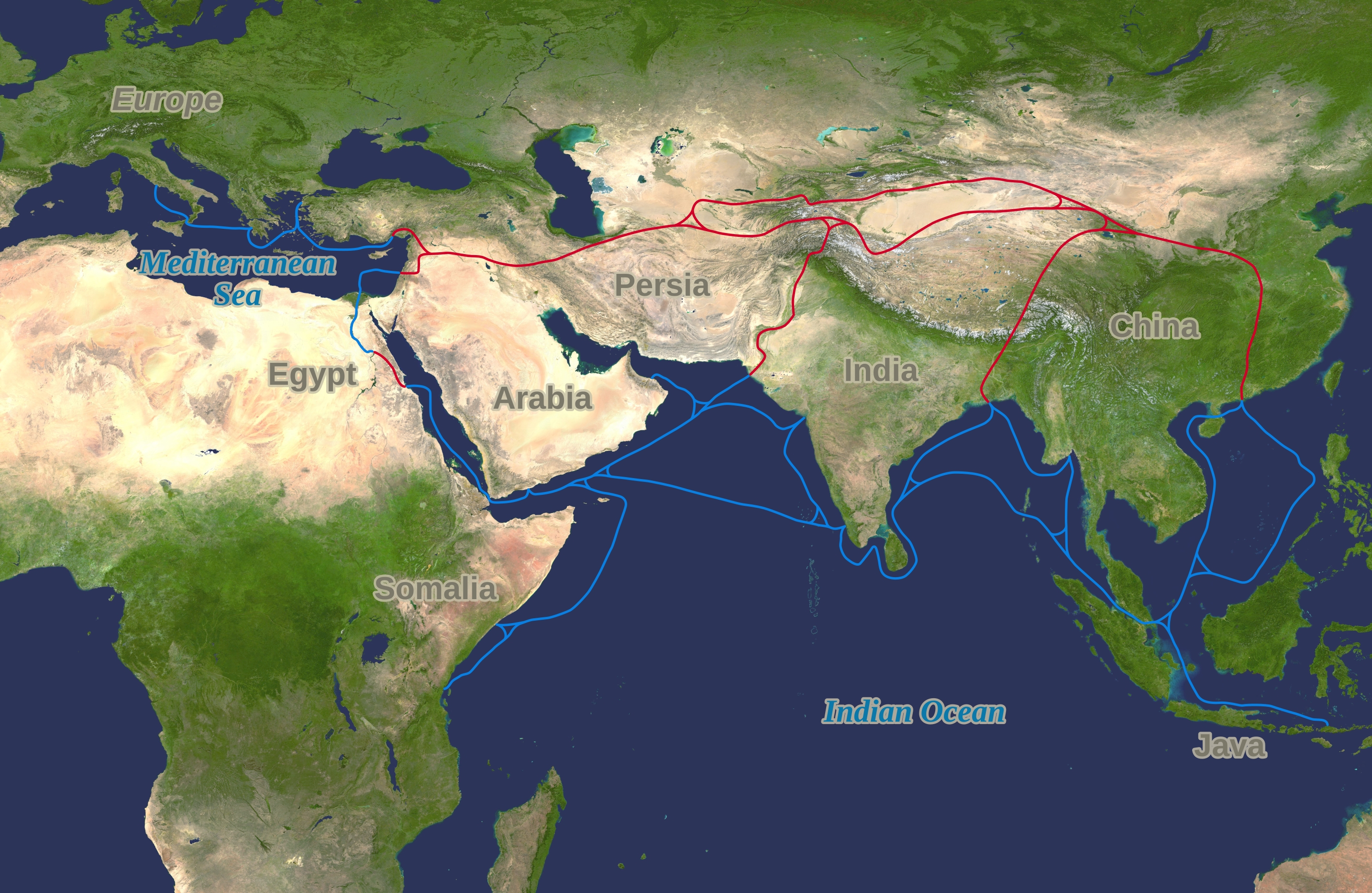
Sistema-mundo

Andréi Korotáyev y otros autores van incluso más lejos que Gunder Frank y sitúan el principio de la formación del sistema-mundo en el milenio décimo a. C., conectándolo con el comienzo de la revolución neolítica en Oriente Medio. El centro de este sistema-mundo estaba en el interior de Asia; concretamente, en China. Uno de los conceptos centrales de los estudios de Korotáyev es la "tesis de la realimentación positiva".
En general, Korotáyev y sus colegas han sugerido un enfoque bastante novedoso para el análisis del sistema mundial. Dentro de este enfoque, el énfasis principal se traslada a la generación y difusión de innovaciones. Si una sociedad toma prestadas innovaciones tecnológicas sistemáticamente importantes, su evolución ya no puede considerarse como realmente independiente, sino que debería considerarse como parte de una entidad en evolución más grande, dentro de la cual tales innovaciones se producen y difunden sistemáticamente. La idea principal del enfoque del sistema mundial era encontrar la unidad en evolución. La idea básica era que es imposible dar cuenta de la evolución de una sola sociedad sin tener en cuenta que era parte de un todo más grande. Sin embargo, el análisis tradicional del sistema mundial se concentró en los movimientos individuales, y en la explotación núcleo-periferia, descuidando de algún modo la dimensión mencionada. Sin embargo, según Korotáyev, la red de información resulta ser el mecanismo más antiguo de la integración del Sistema Mundial, y siguió siendo extremadamente importante a lo largo de toda su historia, manteniéndose importante hasta el presente. Parece ser incluso más importante que la explotación centro-periferia (por ejemplo, sin tomar en consideración este mecanismo parece imposible dar cuenta de hechos como la explosión demográfica en el siglo XX, cuya causa inmediata fue la dramática disminución de la mortalidad, pero cuya principal causa final fue la difusión de innovaciones producidas casi exclusivamente dentro del núcleo del Sistema Mundial). Esto también sugiere una redefinición del núcleo del Sistema Mundial. Dentro del enfoque en cuestión, el núcleo no es la zona del Sistema Mundial que explota otras zonas, sino que el núcleo del Sistema Mundial es la zona con la mayor proporción de donantes de innovación.
Korotáyev sugiere que la tendencia hiperbólica observada para el crecimiento de la población mundial después del año 10.000 aC parece ser principalmente un producto del crecimiento del sistema mundial. La presencia de la tendencia hiperbólica en sí indica que la mayor parte de la entidad en cuestión tenía cierta unidad sistémica, y Korotáyev insiste en que la evidencia de esta unidad está fácilmente disponible. De hecho, muestra que tenemos evidencia de la difusión sistemática de importantes innovaciones (cereales domesticados, ganado, ovejas, cabras, caballos, arado, rueda, cobre, bronce y, más tarde, tecnología de hierro, etc.) en todo el norte de África y el continente eurasiático durante algunos milenios antes de Cristo. Como resultado, la evolución de las sociedades de esta parte del mundo, ya en este momento, no puede considerarse como verdaderamente independiente. Al final del primer milenio aC observamos un cinturón de culturas, que se extiende desde el Atlántico hasta el Pacífico, con un nivel de complejidad cultural asombrosamente similar, caracterizado por la producción agrícola de trigo y otros cereales específicos, la cría de ganado vacuno, ovejas y cabras; uso del arado, la metalurgia del hierro y el transporte sobre ruedas; desarrollo de ejércitos profesionales y caballerías, desplegando armas bastante similares; elaboradas burocracias y las ideologías de la Era Axial, etc., . Unos milenios antes, encontraríamos otro cinturón de sociedades sorprendentemente similar en nivel y carácter de complejidad cultural, que se extiende desde los Balcanes hasta los alrededores del Valle del Indo. Korotáyev interpreta esto como un resultado tangible del funcionamiento del Sistema Mundial.

#### Los ciclos de Kondratieff

Ciclos de Kondrátiev

Su reciente investigación sobre los ciclos de Kondrátiev en la dinámica del PIB mundial, empleando el análisis espectral, ha confirmado su presencia en un nivel aceptable de significación estadística. Korotáyev y Tsirel encontraron, además, unas ondas intermedias de aproximadamente 17 años o ciclos de Kuznets, tres de los cuales conformarían un ciclo de Kondrátiev. 
También detectó los ciclos de Kondrátiev en la dinámica global de las actividades de invención.

#### Gran Divergencia y Gran Convergencia
Junto con Leonid Grinin, también ha hecho una contribución significativa al debate actual sobre la Gran Divergencia. Como señala Jack Goldstone, la "nueva visión, cuidadosamente presentada y rigurosamente modelada por Grinin y Korotáyev, proporciona una versión más rica y matizada de la "Gran Divergencia", salvando muchas de las diferencias entre los puntos de vista tradicionales y de California. Sorprendentemente, construyendo un modelo que utiliza capital humano (educación), crecimiento de la población global y productividad regional, muestran cómo tanto la Gran Divergencia como la reciente "Gran Convergencia" (la recuperación económica de los países en desarrollo) son fases de el mismo proceso de modernización global ".

#### Teoría general de la macroevolución social
Además, parece necesario mantener que la teoría de Korotáyev sobre el desarrollo del sistema mundial sugiere un enfoque novedoso para la formación de una teoría general de la macroevolución social. El enfoque prevaleciente en el evolucionismo social se basa en la suposición de que las regularidades evolutivas de los sistemas simples son significativamente más simples que las características de los sistemas complejos. Un resultado bastante lógico de esta suposición casi evidente es que primero se deben estudiar las regularidades evolutivas de los sistemas simples y solo después de entenderlos pasar a otros más complejos, mientras que los hallazgos de Korotáyev sugieren que las regularidades más simples que representan proporciones extremadamente grandes de todas las macrovariaciones se pueden encontrar precisamente para el sistema más grande posible: el mundo humano y, por lo tanto, el estudio de la evolución social debe partir de la detección de regularidades simples del desarrollo de los sistemas más complejos para el estudio de las leyes complejas de la dinámica de sistemas sociales simples.

### Estudios culturales y de religiones

#### El protestantismo y el espíritu del capitalismo

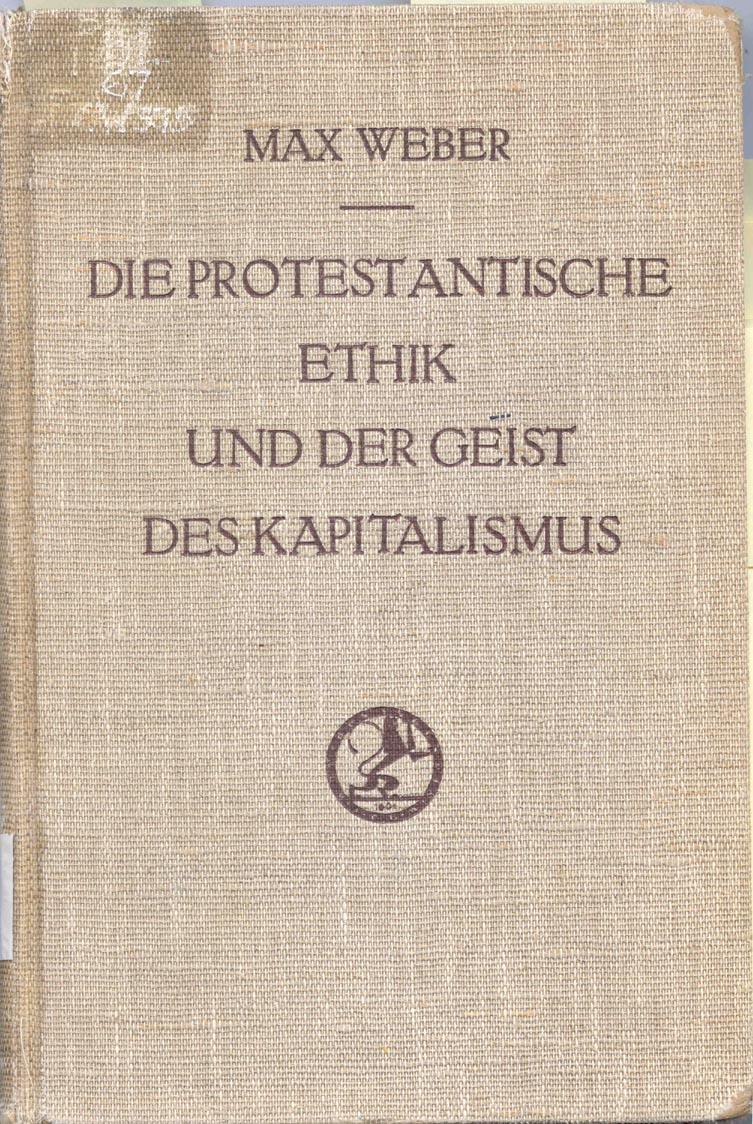

Korotáyev y sus colegas demostraron que el protestantismo ha influido positivamente en el desarrollo del capitalismo, no tanto por la "ética protestante" (como sugirió Max Weber), sino a través de la promoción de la alfabetización. Sin embargo, la prohibición, por parte de la Iglesia católica, a los laicos (es decir, quienes no fuesen sacerdotes, monjes, etcétera) de la lectura de la Biblia retrasó la alfabetización de sus fieles. En los sínodos de Toulouse, Francia (1229), y de Tarragona, España (1234), se prohibió la posesión de traducciones en lenguas laicas. Las comprobaciones empíricas llevadas a cabo por Korotáyev y sus colegas confirmaron la existencia de una fuerte y muy significativa correlación entre una temprana introducción de la alfabetización y las subsiguientes altas tasas de desarrollo económico capitalista.

#### Religiones del mundo
Desde una perspectiva de complejidad, Korotáyev establece un punto clave, el de las bifurcaciones de organización social y de parentesco que se fusionaron históricamente en torno a las prácticas diferenciales de las principales religiones mundiales. Se basa en la base de datos World Cultural así como en otras variables. El enfoque comparativo, de G. P. Murdock hasta Korotáyev, se había desarrollado hasta el punto en que la no independencia de las culturas era bien reconocida, y las formas de tener en cuenta las configuraciones más grandes de los sistemas culturales se habían calculado en la última iteración, a lo largo de líneas de comunidades proto-lingüísticas de alto orden. Korotáyev demuestra los efectos de romper lo que podría verse como un tabú ritual de la comparación de Murdock: No codificarás la religión mundial. Al hacerlo, Korotáyev destruye el tabú de Murdock que persiste en el enfoque comparativo de la antropología y continúa demostrando los poderosos efectos de las comunidades religiosas mundiales, que datan de lo que Jaspers llama la "Era Axial" (800-200 AC) - en el preservación y diferenciación de estructuras sociales y políticas distintivas en Eurasia. 
Su introducción y conclusión sugieren que un acercamiento objetivista de historia natural a la historia humana, en el cual los factores subjetivos son de importancia local pero se desvanecen en términos de efectos duraderos a través de generaciones, es un enfoque válido para la condición "pre-Axial" de las sociedades humanas, mientras que una historia subjetivista de la conciencia es un complemento necesario de la condición "post-Axial". Korotáyev logra contextualizar estos dos enfoques complementarios y muestra sus vínculos en términos de cómo los factores subjetivos y religiosos se manifiestan en la historia humana junto con factores objetivos como la demografía y la ecología, cada uno informando al otro. Muestra cómo es imposible obtener resultados inferenciales válidos a partir de enfoques comparativos sin una integración de los dos, una situación que acertadamente llama "la oportunidad de Galton" para aquellos que son críticos centenarios del método comparativo. El lector se sorprenderá de la profundidad de los hallazgos comparativos empíricos en este breve libro. Siguiendo a Man, Mind and Science (1974) de Murray Leaf, este trabajo es una contribución importante a la reparación de la fisura material / ideacional en antropología.

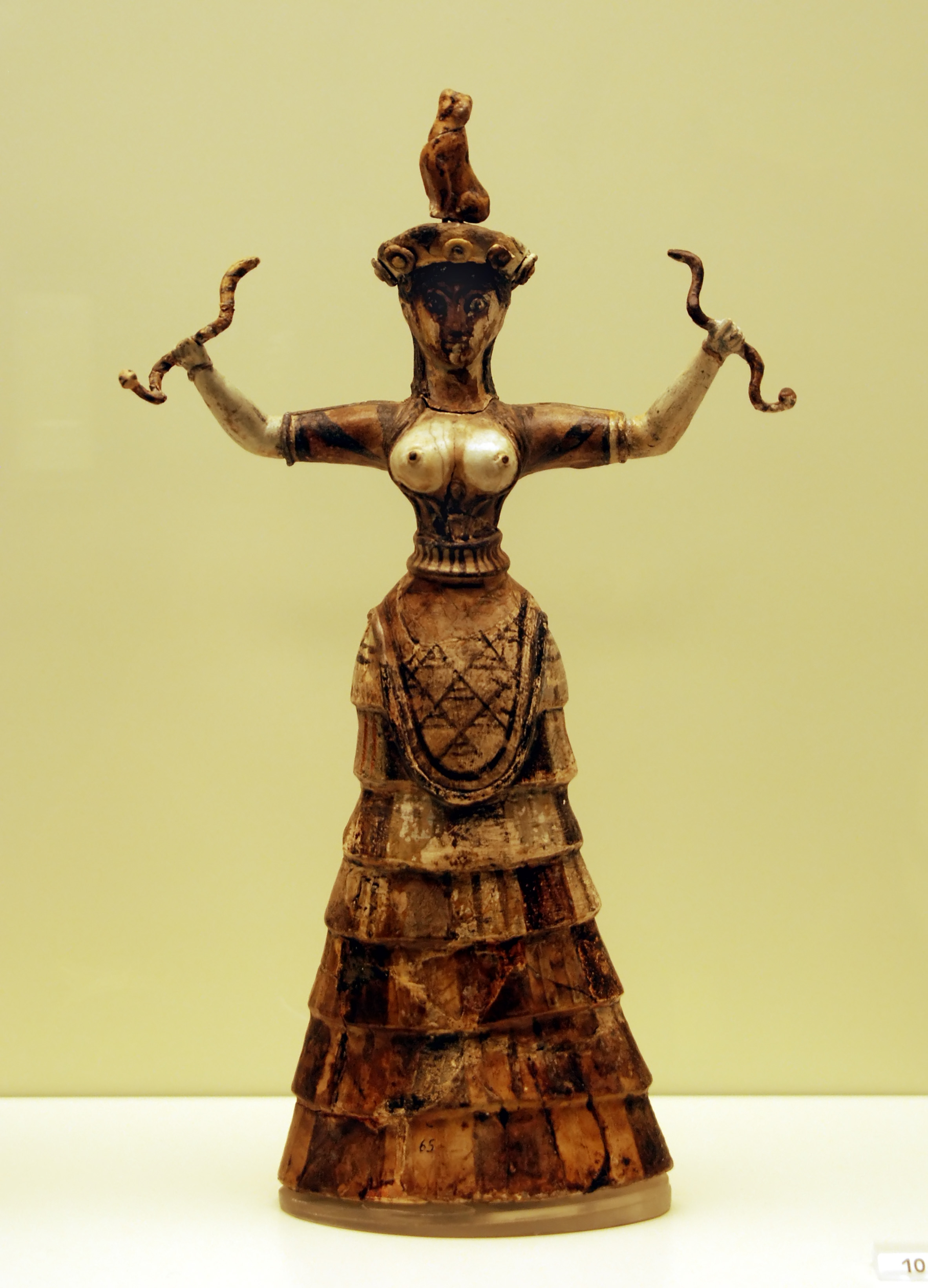
Diosa de la serpiente - Museo Arqueológico de Heraklion.

#### Residencia matrilocal vs. patrilocal
Una de sus contribuciones particulares en este ámbito está relacionada con la cuestión antropológica clásica de los determinantes de la residencia matrilocal. En este campo, Andréi Korotáyev y sus colegas fueron pioneros en el estudio de la correlación entre la distribución espacial del motivo mitológico y los marcadores genéticos.
Las primeras teorías que explican los determinantes de la residencia posmarital (por ejemplo, Lewis Henry Morgan, Edward Tylor o George Peter Murdock) la conectaron con la división sexual del trabajo. Sin embargo, hasta el momento en que comenzó la investigación de Korotáyev en este campo, las pruebas transculturales de esta hipótesis utilizando muestras mundiales no habían logrado encontrar ninguna relación significativa entre estas dos variables. Las pruebas de Korotáyev han demostrado que la contribución femenina a la subsistencia se correlaciona significativamente con la residencia matrilocal en general; sin embargo, esta correlación está enmascarada por un factor de poliginia general. Aunque un aumento en la contribución de la mujer a la subsistencia tiende a conducir a la residencia matrilocal, también tiende a conducir simultáneamente a una poliginia no sororal general que destruye efectivamente la matrilocalidad. Si este factor de poliginia está controlado (por ejemplo, a través de un modelo de regresión múltiple), la división del trabajo resulta ser un importante predictor de la residencia posmarital. Por lo tanto, las hipótesis de Murdock con respecto a las relaciones entre la división sexual del trabajo y la residencia posmarital eran básicamente correctas, sin embargo, como ha demostrado Korotáyev, las relaciones reales entre esos dos grupos de variables son más complicadas de lo que esperaba.

#### Mitos, genes e historia profunda
Korotáyev fue también uno de los pioneros (junto con sus colegas) en el estudio de la correlación entre distribuciones espaciales de motivos folclóricos-mitológicos y marcadores genéticos, así como de características lingüísticas y socioestructurales, y ha producido en esta área significativa resultados con respecto a la reconstrucción de la historia profunda. Como advierte Julien d'Huy et al., "Korotáyev y Jaltúrina mostraron una correlación estadística entre distribuciones espaciales de motivos mitológicos y marcadores genéticos, considerablemente por encima de los 4.000 km ... Tales correlaciones nos permiten reconstruir en detalle la mitología ... llevada al Nuevo Mundo desde el sur de Siberia por tres olas de migración del Paleolítico ".

#### Descendencia unilineal y cristianización
Korotáyev estudia variables que generalmente se consideran como las principales causas del declive de la organización de descendencia unilineal (estadidad, estratificación de clases y comercialización), junto con una variable que nunca se había considerado como tal causa: la cristianización profunda. Postula que las causas tradicionalmente aceptadas del declive de la organización de descendencia unilineal (estadidad, estratificación de clase, comercialización) son menos importantes que la profunda cristianización. También teoriza que la presencia de grupos de descendencia unilineal se correlaciona negativamente con la democracia comunal y es especialmente fuerte para sociedades tradicionales complejas. Korotáyev concluye que, debido a que la democracia comunal se correlaciona positivamente con la supracomunal, la cristianización de Europa podría haber contribuido al desarrollo de la democracia moderna al ayudar a destruir la organización de descendencia unilineal en esta región.

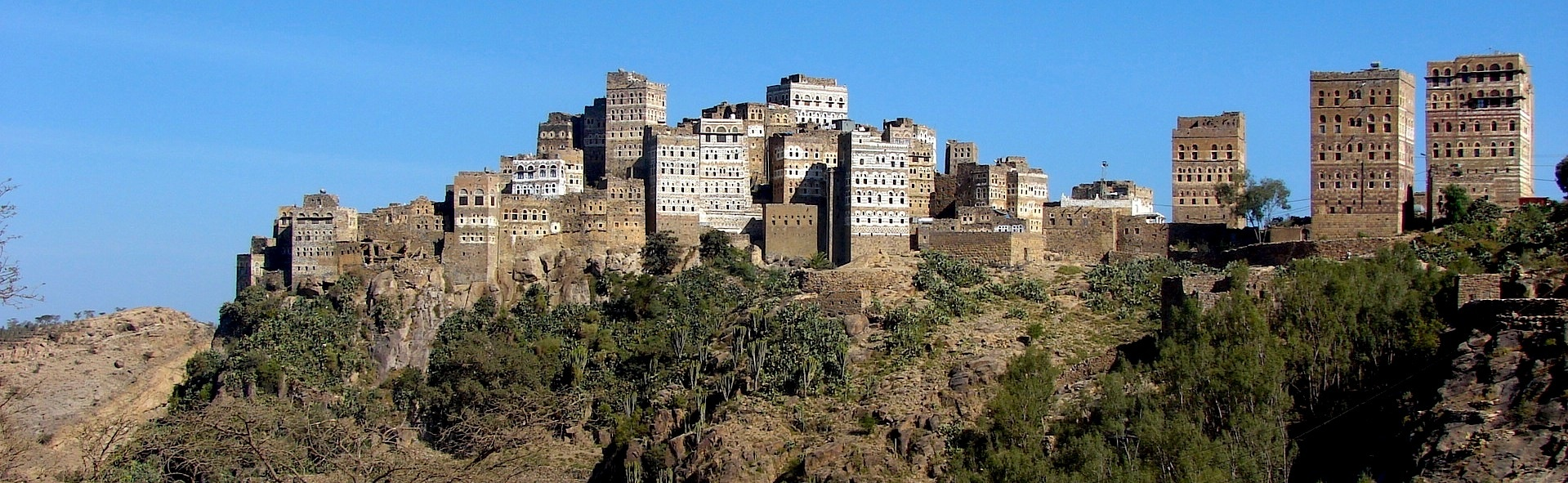
Yemen

### Sistemas sociopolíticos en Oriente Medio y África

#### Orígenes del matrimonio de primos paralelos
La islamización, junto con la inclusión de un área en el Califato árabe-islámico del siglo VIII (y su persistencia en el mundo islámico), ha sido demostrada por Korotáyev como un fuerte y significativo predictor de un matrimonio con un primo paralelo (Hija de Hermano del Padre - FBD). Ha demostrado que si bien existe una conexión funcional clara entre el islam y el matrimonio FBD, la prescripción para casarse con un FBD no parece ser suficiente para persuadir a la gente a casarse de esa manera, incluso si el matrimonio trae consigo ventajas económicas. Según Korotáyev, una aceptación sistemática del matrimonio de primos paralelos tuvo lugar cuando la islamización ocurrió junto con la arabización.

#### La evolución de los sistemas sociopolíticos de Yemen.

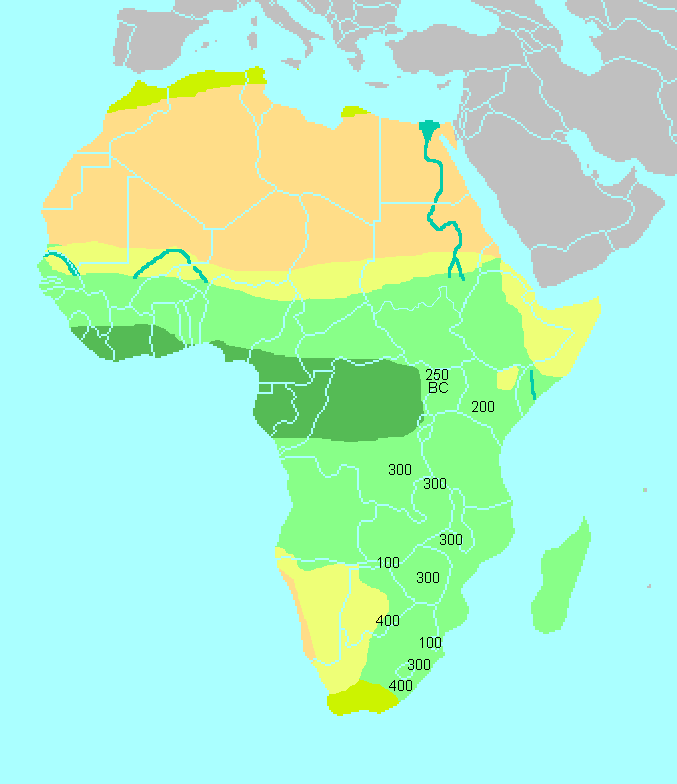
Mapa climático simplificado de África. Los números que se muestran corresponden a las fechas de todos los artefactos de la Edad de Hierro asociados con la expansión Bantú.

Korotáyev ha hecho una contribución especial en este ámbito mediante la detección de las principales tendencias en la evolución de Yemen a través de la aplicación de métodos cuantitativos para el análisis de las fuentes epigráficas masivas en el idioma Sabaico. De este modo, Korotáyev descubrió el fenómeno de la consolidación de la organización del clan en el noreste de Yemen a fines del primer milenio a. C., así como la transición de las jefaturas a las tribus en el Yemen medieval temprano. Proporcionó pruebas convincentes de la existencia de una organización matrilineal en la Arabia preislámica y sugirió una traducción adecuada de la Gran Inscripción Qatabanic, R 3566.

#### Estudios africanos
Korotáyev y sus colegas también han hecho contribuciones significativas al estudio de la dinámica político-demográfica en el África Subsahariana, especialmente los problemas de los países de África Tropical para escapar de la trampa malthusiana.

#### Orígenes del Islam
Korotáyev también ha hecho (junto con sus colegas Vladímir Klimenko y Dmitry Proussakov) una contribución significativa al estudio de los orígenes del Islam.  Korotáyev y sus colegas ven los orígenes del Islam en el contexto de la crisis socioecológica árabe del siglo VI cuyo modelo es especificado por Korotáyev y sus colegas a través del estudio de la historia climatológica, sismológica, vulcanológica y epidemiológica del período. Encuentran que la mayoría de los sistemas sociopolíticos de los árabes reaccionaron a la crisis socioecológica al deshacerse de las rígidas estructuras políticas supratribales (reinos y jefaturas) que comenzaron a representar una amenaza real para su propia supervivencia.
Las décadas de enfrentamientos que llevaron a la destrucción de la mayoría de los reinos y cacicazgos árabes (reflejados en la tradición Ayyam al-'Arab) llevaron a la elaboración de un ethos tribal "antireal" definido y amante de la libertad. A principios del siglo VII, una tribu árabe no se reconocería a sí misma como súbdita de ninguna autoridad política supratribal terrestre, un "rey", porque corría el riesgo de perder su honor. Sin embargo, esto parece no ser aplicable a la autoridad de otro tipo, la "celestial".

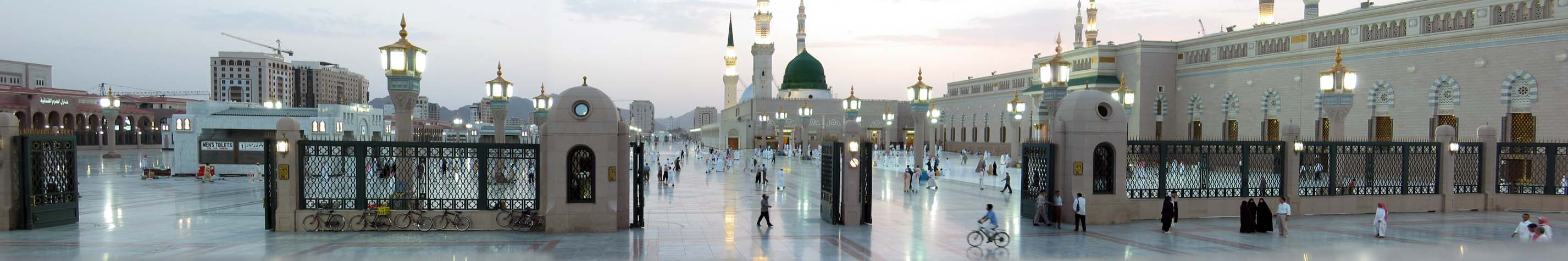
Al-Masjid al-Nabawi (la mezquita del Profeta) en Medina, Arabia Saudita, es el sitio de la tumba de Mahoma.

Mientras tanto, a principios del siglo VII se evidencia la fusión de la tradición de profecía árabe y la tradición monoteísta "rahmanista" árabe que produjo "el movimiento profético árabe".
Según Korotáyev, los profetas "rahmanistas" monoteístas parecen haber representado una autoridad supratribal justo del tipo que muchas tribus árabes estaban buscando en este mismo momento, lo que parece explicar en cierta medida el éxito político de esos profetas (incluido el extremo éxito político de Mahoma).

## Publicaciones
Korotáyev ha escrito más de 25 libros y 170 artículos relacionados con sus investigaciones, donde destacan los libros:
- Ancient Yemen (Oxford University Press, 1995)
- World Religions and Social Evolution of the Old World Oikumene Civilizations: A Cross-cultural Perspective (Edwin Mellen Press, 2004)
- Introduction to Social Macrodynamics] (KomKniga, 2006, con Artemy Malkov y Daria Jaltúrina).
- Great Divergence and Great Convergence. A Global Perspective (Springer, 2015, con Leonid Grinin)
- Economic Cycles, Crises, and the Global Periphery (Springer, 2016).

Destacan, entre sus artículos académicos más importantes:
- "Origins of Islam" en 1999 Acta Orientalia Academiae Scientiarum Hungaricae (con Vladímir Klimenko y Dmitry Proussakov)
- "Regions Based on Social Structure: A Reconsideration" en el 2000 Current Anthropology (con Alexander Kazankov)
- A Compact Macromodel of World System Evolution en el 2005 Journal of World Systems Research.[47]
- The World System Urbanization Dynamics: A quantitative analysis en History & Mathematics: Historical Dynamics and Development of Complex Societies (KomKniga, 2006)
- A Spectral Analysis of World GDP Dynamics: Kondratieff Waves, Kuznets Swings, Juglar and Kitchin Cycles in Global Economic Development, and the 2008–2009 Economic Crisis. Structure and Dynamics. Vol.4. #1. P.3-57.
- A Trap At The Escape From The Trap? Demographic-Structural Factors of Political Instability in Modern Africa and West Asia. Cliodynamics 2/2 (2011): 1-28.
- Egyptian Revolution: A Demographic Structural Analysis. Entelequia. Revista Interdisciplinar 13 (2011): 139-165.
- Phases of global demographic transition correlate with phases of the Great Divergence and Great Convergence. Technological Forecasting and Social Change. Volume 95, June 2015, Pages 163–169.
- The 21st Century Singularity and its Big History Implications: A re-analysis.Journal of Big History 2/3 (2018): 71 - 118.

## Libros editados por Andréi Korotáyev
- Handbook of Revolutions in the 21st Century. The New Waves of Revolutions, and the Causes and Effects of Disruptive Political Change (Springer, 2022).
- New Wave of Revolutions in the MENA Region. A Comparative Perspective (2022).
- The 21st Century Singularity and Global Futures. A Big History Perspective (Springer, 2020)
- History & Mathematics: Economy, Demography, Culture, and Cosmic Civilizations (2017).
- Political Demography & Global Ageing (2015).
- Evolution: From Big Bang to Nanorobots. Moscow: Uchitel, 2015.
- Trends and Cycles, Keldysh Institute of Applied Mathematics, 2014.
- Teaching & Researching Big History: Exploring a New Scholarly Field, International Big History Association, 2014.
- Kondratieff Waves: Dimensions and Prospects at the Dawn of the 21st Century. Volgograd: Uchitel, 2012. <co-editor, con Leonid Grinin y Tessaleno Devezas; in English>
- Evolution: A Big History Perspective. Volgograd: ‘Uchitel’ Publishing House, 2011. ISBN 978-5-7057-2905-0 <co-editor, con Leonid Grinin y Barry Rodrigue; in English>.
- Evolution: Cosmic, Biological, and Social / Edited by L. E. Grinin, R. L. Carneiro, A. V. Korotayev, F. Spier. Volgograd, Uchitel 2011.
- Forecasting and Modeling of Crises and World Dynamics. Moscow: LKI/URSS, 2010 <co-editor, con Askar Akayev y Georgy Malinetsky; in Russian>.
- System Monitoring of Global and Regional Risks. Moscow: LKI/URSS, 2010 <co-editor; in Russian>.
- Evolution: Problems and Discussions. Moscow: LKI/URSS, 2010 <co-editor; in Russian>.
- History and Mathematics. Evolutionary Historical Macrodynamics. Moscow: LIBROCOM/URSS, 2010 <co-editor; in Russian>.
- Causes of the Russian Revolution. Moscow: LKI/URSS, 2010 <co-editor; in Russian>.
- System Monitoring. Global and Regional Development. Moscow: LIBROCOM /URSS, 2010 <co-editor; in Russian>.
- History and Mathematics. Processes and Models. М.: URSS, 2009 <co-editor; in Russian>.
- Hierarchy and Power in the History of Civilizations: Political Aspects of Modernity / Ed. by L. E. Grinin, D. D. Beliaev, A. V. Korotayev. Moscow: LIBROCOM/URSS, 2008
- Hierarchy and Power in the History of Civilizations: Ancient and Medieval Cultures/ Ed. by L. E. Grinin, D. D. Beliaev, A. V. Korotayev. Moscow: LIBROCOM/URSS, 2008
- Problems of Mathematical History. Historical Reconstruction, Forecasting, Methodology. М.: LIBROCOM /URSS, 2008 <co-editor; in Russian>.
- Problems of Mathematical History. Mathematical Modeling of Historical Processes. М.: LIBROCOM /URSS, 2008 <co-editor; in Russian>.
- Problems of Mathematical History. Basics, Information Resources, Data Analysis. М.: LIBROCOM /URSS, 2008. С. 235–245 <co-editor; in Russian>.
- History and Mathematics. Models and Theories. Moscow: LKI/URSS, 2008 <co-editor; in Russian>.
- Alcohol Catastrophe. Moscow: LENAND/URSS, 2008 <co-editor; in Russian>.
- Interethnic Relations in Contemporary Tanzania. The 2005 Field Season of the Russian Multidisciplinary Expedition in the United Republic of Tanzania. Moscow: Institute for African Studies, Russian Academy of Sciences, 2007 <co-editor; in Russian>.
- History & Mathematics: Analyzing and Modeling Global Development. Moscow: URSS, 2006 <co-editor; in English>.
- History & Mathematics: Historical Dynamics and Development of Complex Societies. Moscow: URSS, 2006 <co-editor; in English>.
- History and Complexity Studies: Mathematical Modeling of Social Dynamics. Moscow: URSS, 2005 <co-editor; in Russian>.
- The Early State, Its Alternatives and Analogues. Volgograd: Uchitel, 2004 <co-editor; in Russian>.
- The Moscow School of Quantitative Cross-Cultural Research. Thousand Oaks, CA: SAGE, 2003 (Cross-Cultural Research 37/1) <co-editor; in English>.
- Alternatives of Social Evolution. Vladivostok: Dal'nauka, 2000 <co-editor; in English>.
- Civilizational Models of Politogenesis. Moscow: Inst. for Afr. Stud. Press, 2000 <co-editor; in English>.
- Alternatives Pathways to Civilization. Moscow: Logos, 2000 <co-editor; in Russian>.
- Sociobiology of Ritual and Group Identity: A Homology of Animal and Human Behaviour. Moscow: Russian State University for Humanities, 1998 <co-editor; in English>.
- Alternativity of History. Donetsk: Donetskoe Otdelenie SAMI, 1992 <co-editor; in Russian>.
- Archaic Society: Key Problems of Evolutionary Sociology. Moscow: Institut istorii SSSR AN SSSR, 1991 <co-editor; in Russian>.

### Autores
- Samir Amin
- Giovanni Arrighi
- Christopher Chase-Dunn
- Robert W. Cox
- Andre Gunder Frank
- John N. Gray
- David Harvey
- David Held
- Susan Strange
- Immanuel Wallerstein
- Leonid Grinin

### Otros conceptos
- Sistema económico
- Teoría del desarrollo